# والتر لوری
والتر لوری (به انگلیسی: Walter Lowrie) سناتور سابق عضو حزب دموکرات-جمهوری‌خواه بود. وی در سال ۱۸۱۹ تا ۱۸۲۵ میلادی سناتور ایالت پنسیلوانیا در سنای ایالات متحده آمریکا بود.